# سیارک ۲۳۹۴۶
سیارک ۲۳۹۴۶ (به انگلیسی: 23946 Marcelleroux، نامگذاری:1998UL6) بیست و سه هزار و نهصد و چهل و ششمین سیارک کشف شده‌است که در ۲۲ اکتبر ۱۹۹۸ کشف شد.
قدر مطلق سیارک برابر ۳۷.۱ است.